# Schlössle Oberlenningen

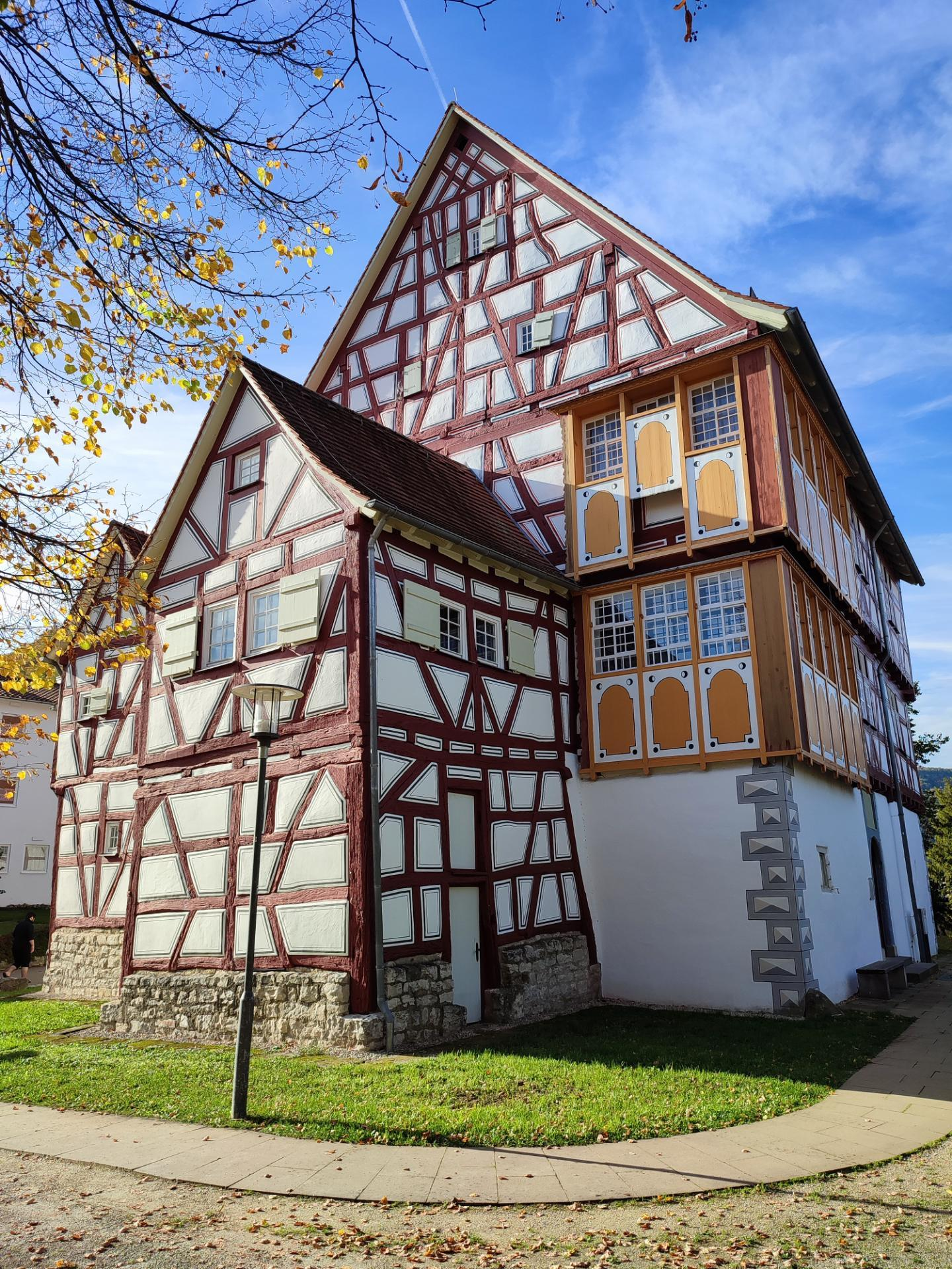
Schlössle in Oberlenningen

Das Schlössle (Schloss Lenningen) war ein Adelssitz der Schilling von Cannstatt. Es steht am Schlossrain 16 in Oberlenningen. Da sich das Gebäude auf einer Anhöhe oberhalb der Lauter über den alten Ortskern erhebt, wird das Ortsbild von Oberlenningen vom Schlössle wesentlich geprägt. 

## Geschichte
Es wurde 1593 von den Herren Schilling von Cannstatt erbaut. Dabei wurden Hölzer aus dem Jahr 1429 verwendet, die von einem Vorgängerbau stammen können. Es stellt einen charakteristischen Ortsadelssitz des späten Mittelalters dar und diente zwischen 1610 und 1641 Caspar Schilling von Cannstatt als Wohnsitz. 1679 verkauften die Nachkommen des Caspar Schilling das Gebäude an den Oberlenninger Amtmann Johann Christoph Ankele. 1983 wurde das Schlössle von der Gemeinde Lenningen erworben. In den folgenden Jahren wurde es mit erheblichem Aufwand renoviert und restauriert. 1992 konnte es dann seiner neuen Bestimmung übergeben werden. Im 1. Stock befindet sich seitdem die Gemeindebücherei und im 2. Stock das neugeschaffene Museum für Papier- und Buchkunst.

## Kulturdenkmal
Das Gebäude ist ein denkmalpflegerischer Glücksfall, weil es nach seiner Entstehung nie grundlegend umgebaut wurde und deshalb noch viel vom ursprünglichen Zustand erhalten ist. Denkmalpflegerische Zielsetzung bei der Renovierung war es, die ursprüngliche Bausubstanz möglichst unberührt zu erhalten, selbst wenn hinsichtlich der späteren Nutzung in Einzelfällen Kompromisse gemacht werden mussten. Dabei wurde das Fachwerk vollständig freigelegt und die Fachwerkfassungen und Bandelierungen unter dem Dach wieder in den ursprünglichen farblichen Zustand versetzt. Die Fenster der Stuben des ersten und zweiten Stockwerks konnten nach Funden zuverlässig restauriert werden, wobei die gelbe Farbe der Ziehläden der früheren Bemalung entspricht. In den Innenräumen konnten umfangreiche Wand- und Deckenbemalungen freigelegt und konserviert werden. 

Bilder
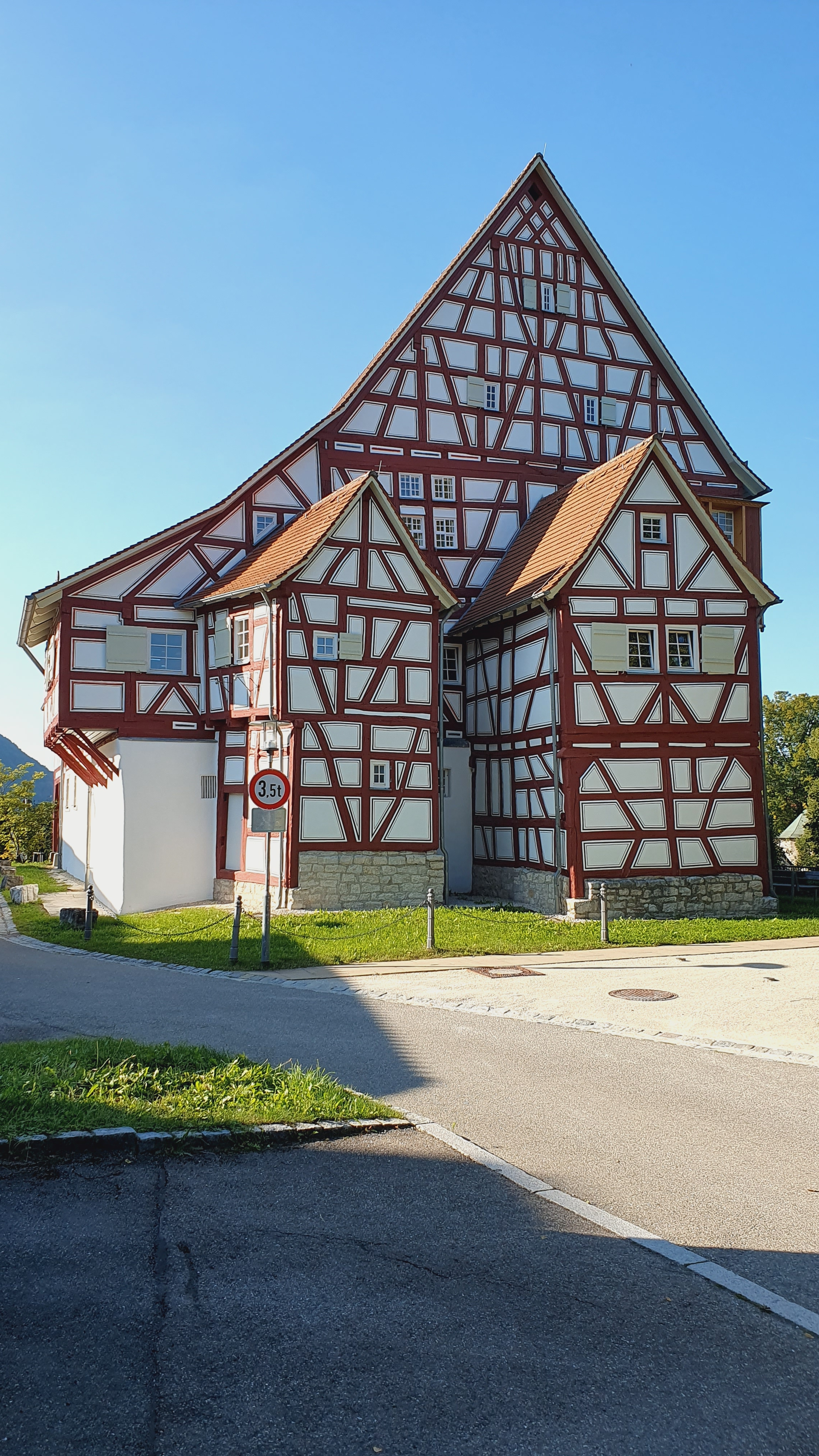
Gesamtansicht
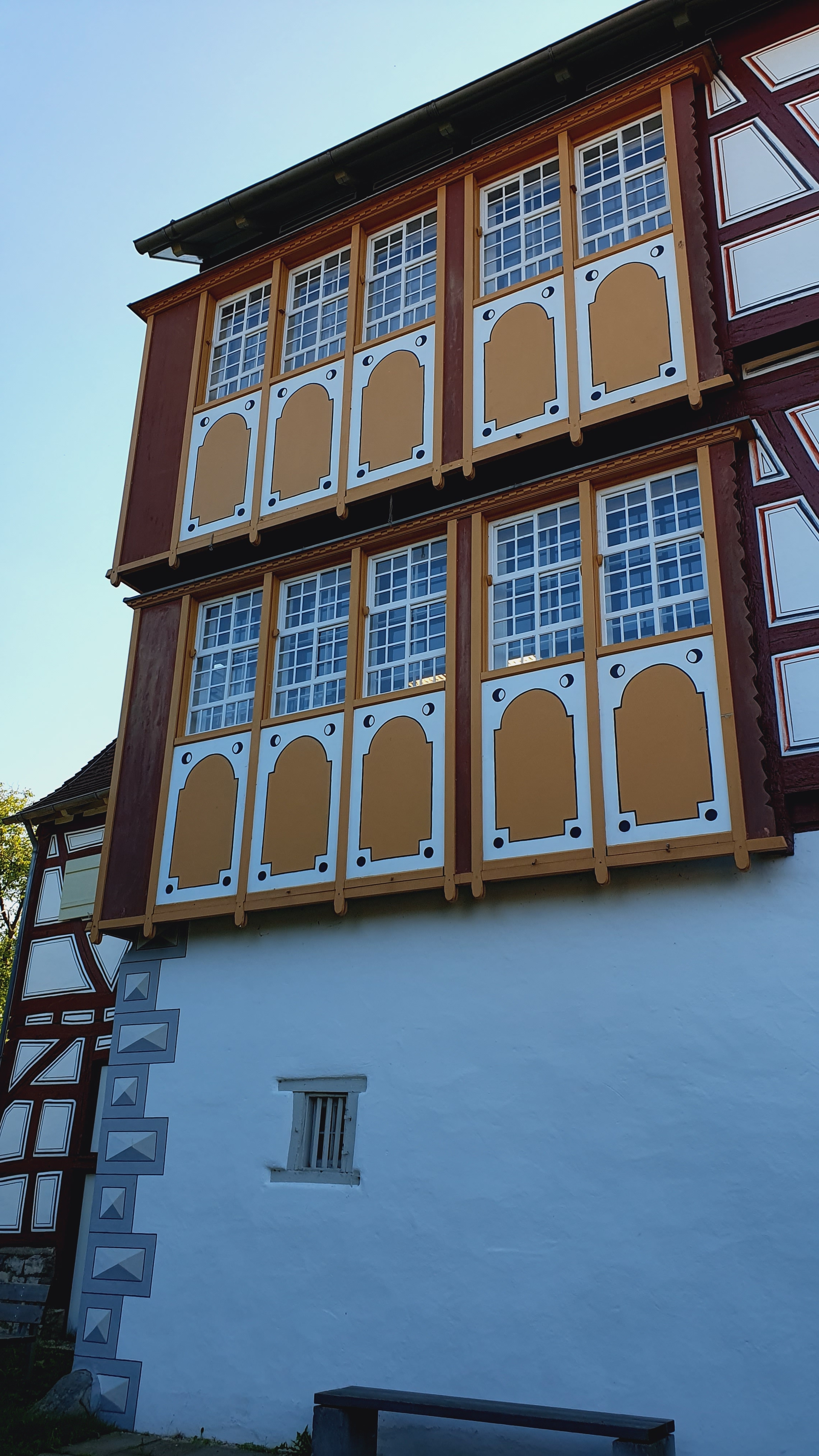
Fensterdetails
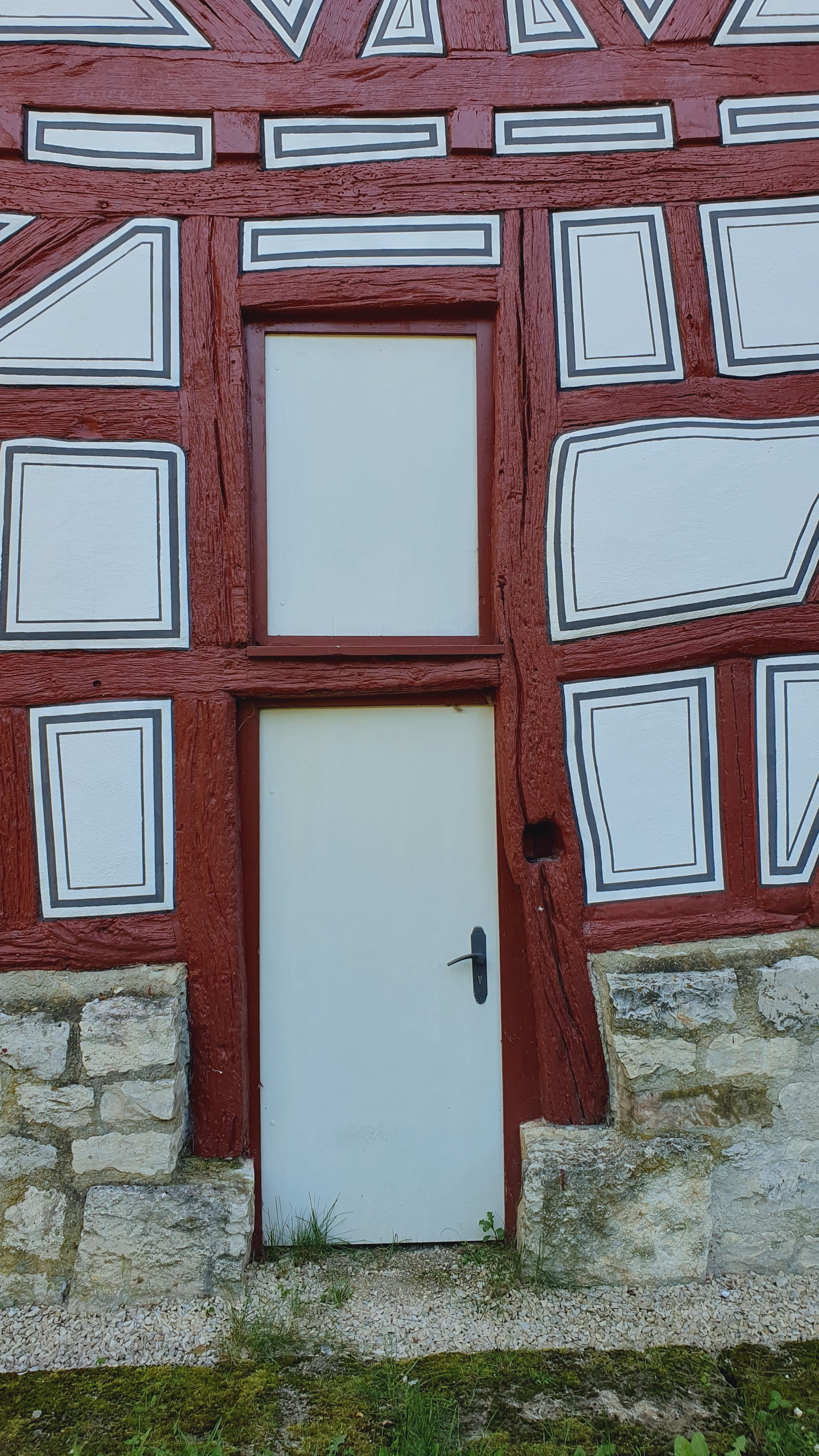
Fachwerkdetails
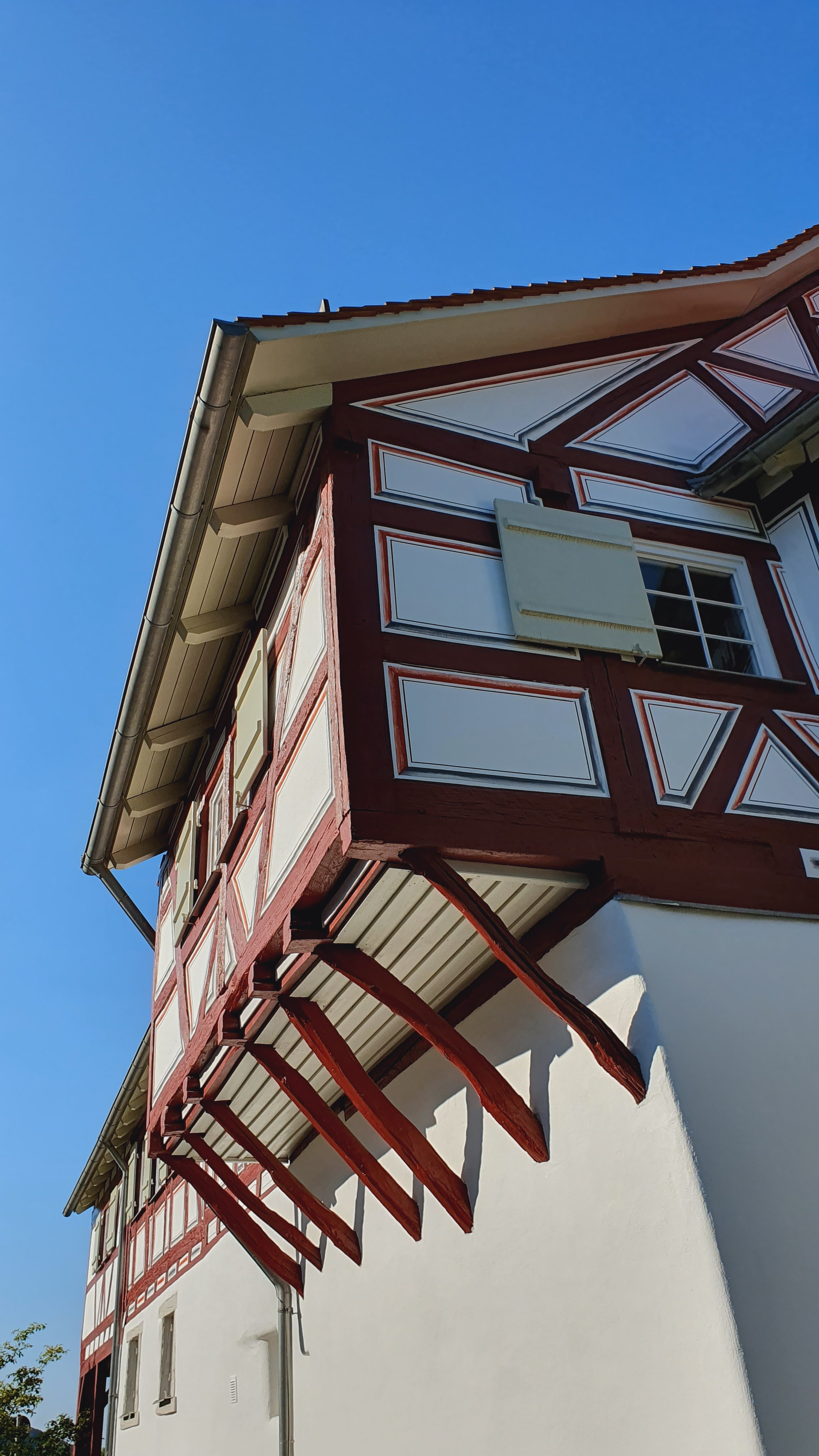
Auskragung des Fachwerkobergeschosses
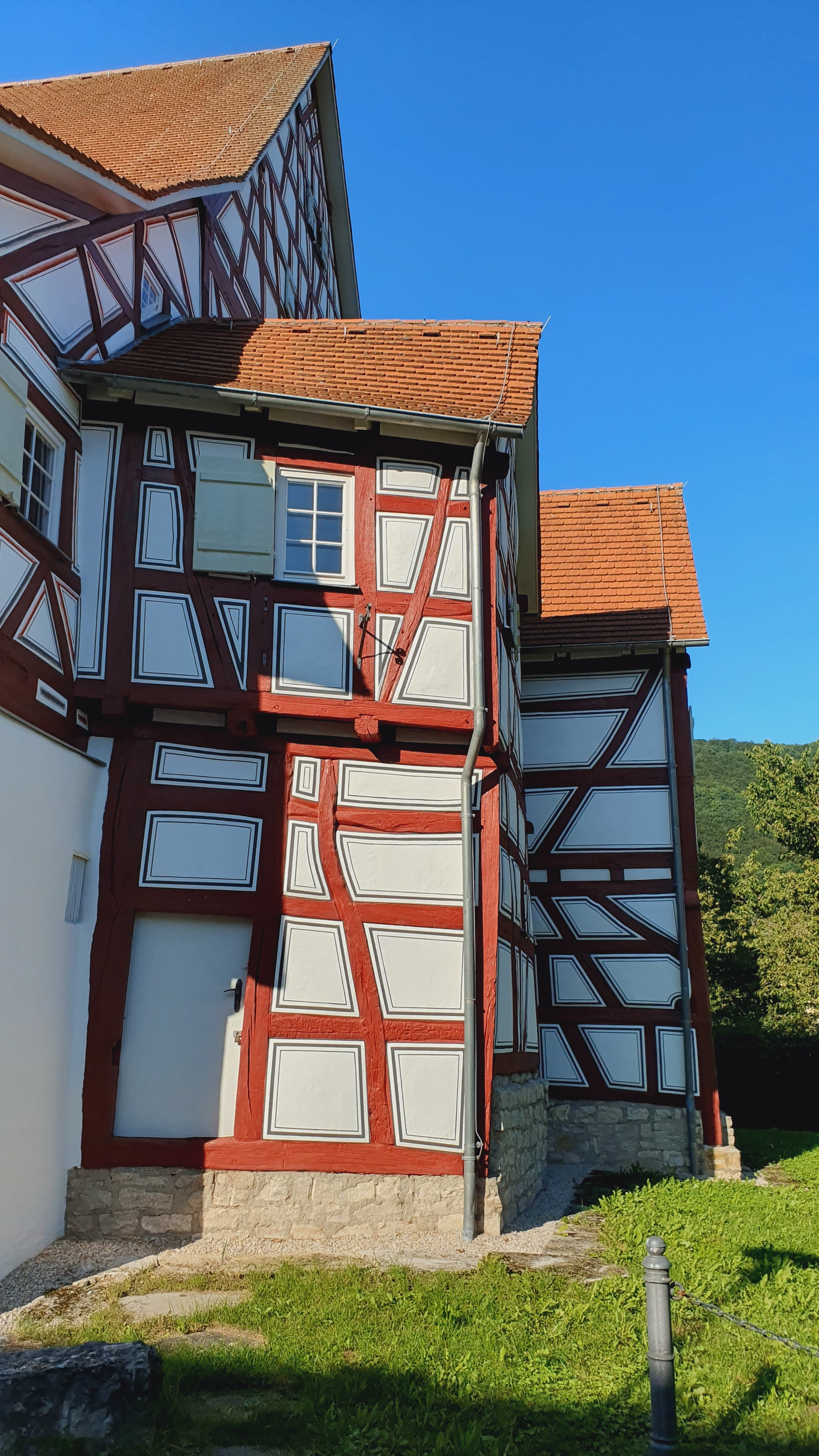
Ausluchten an der Giebelseite
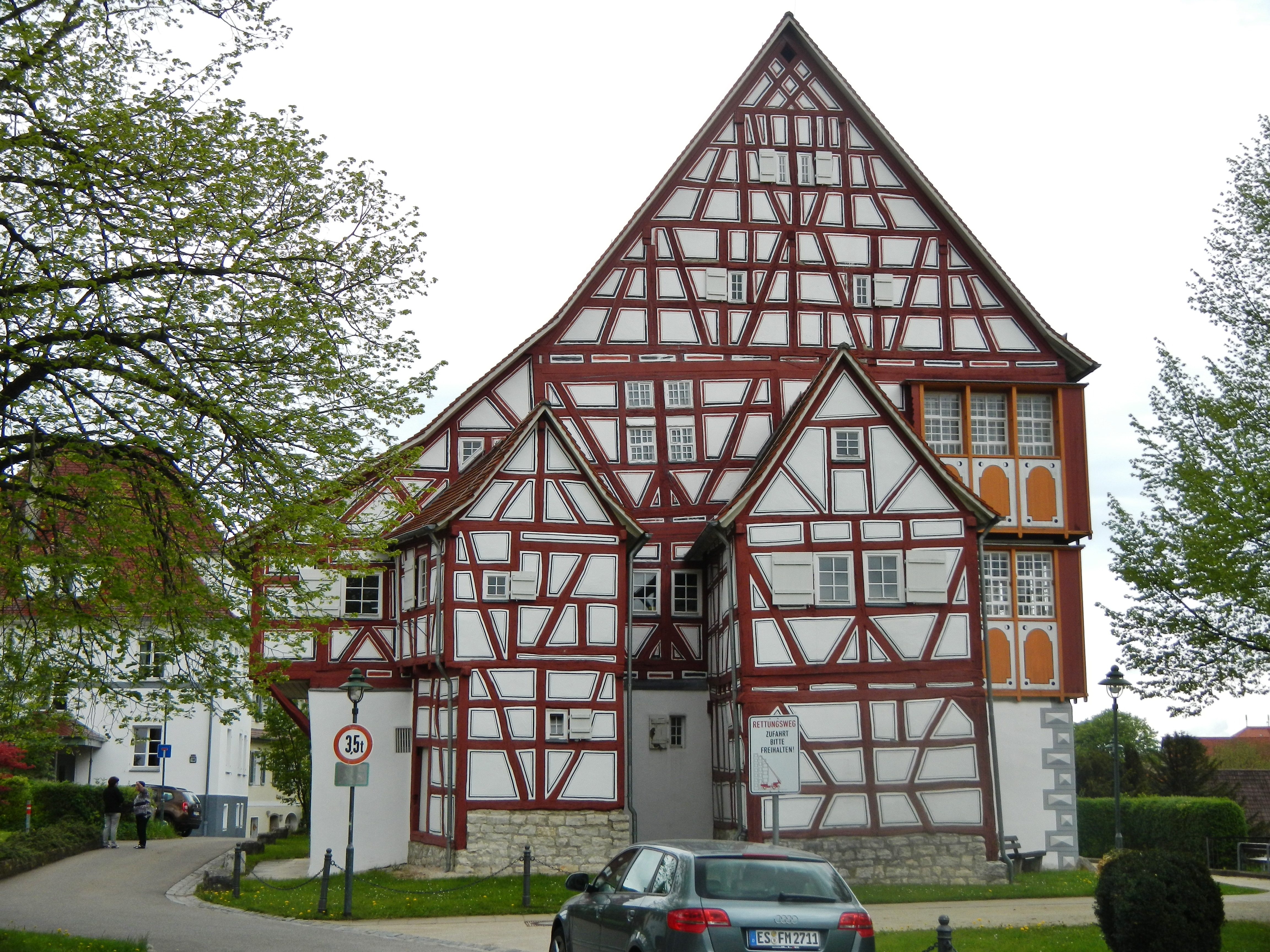
Fachwerkseite als Ganzes
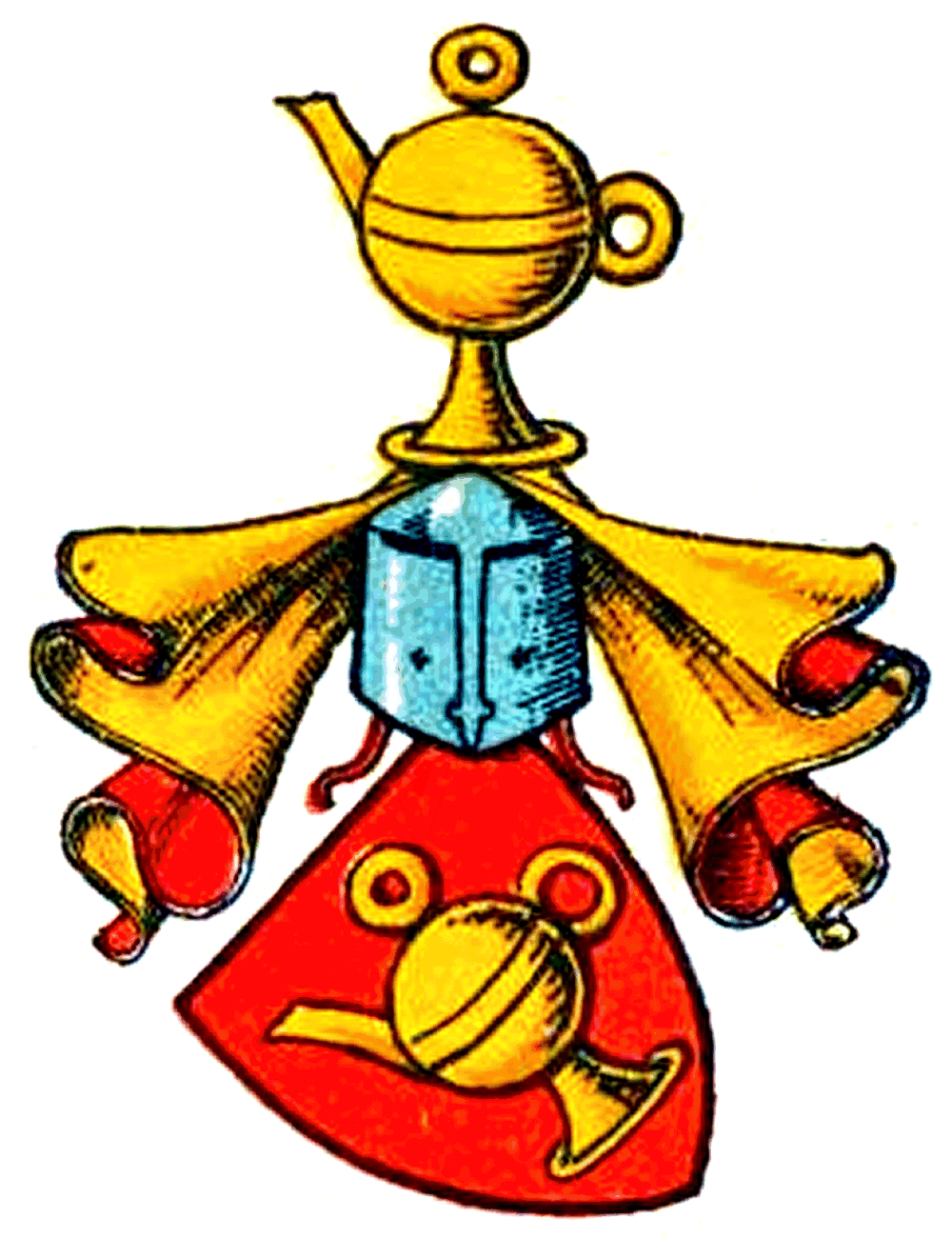
Wappen der Schilling v. Cannstatt